# Estació de Benicàssim
Benicàssim és una estació de la linia C-6 de Rodalia València situada a la línia del Corredor Mediterrani al nord-oest del nucli urbà de Benicàssim, a la comarca de la Plana Alta de la província de Castelló. A més de regionals, també paren part dels trens de Llarg Recorregut que circulen per aquesta estació com Talgo o Alaris.
| Procedència/Destinació     | <                    | Línia              | >                    | Procedència/Destinació              |
| -------------------------- | -------------------- | ------------------ | -------------------- | ----------------------------------- |
| Mitjana Distància de Renfe |                      |                    |                      |                                     |
| València-Nord              | Castelló de la Plana | 50                 | Orpesa               | Tortosa Barcelona-Estació de França |
| Llarg Recorregut de Renfe  |                      |                    |                      |                                     |
| Barcelona-Sants            | Orpesa               | Alaris             | Castelló de la Plana | València-Nord Alacant-Terminal      |
| Orpesa                     | Orpesa               | Alaris             | Castelló de la Plana | Madrid-Puerta de Atocha             |
| Montpeller Saint Roch      | Benicarló-Peníscola  | Talgo Mare Nostrum | Castelló de la Plana | Cartagena                           |
| Barcelona-Sants            | Orpesa               | Talgo              | Castelló de la Plana | Múrcia                              |
| Barcelona-Sants            | Benicarló-Peníscola  | Talgo              | Castelló de la Plana | Lorca                               |